# Aleksander Perski
Aleksander Jerzy Perski (ur. 7 maja 1947 w Toruniu) – polski psycholog, jeden z liderów protestów studenckich w marcu 1968.

## Życiorys
Ukończył II Liceum Ogólnokształcące im. Stefana Batorego w Warszawie (1965). Był po Jacku Kuroniu komendantem Hufca Walterowskiego w 1961, jednym z inicjatorów Klubu Poszukiwaczy Sprzeczności w 1962, następnie członkiem zarządu klubu. Studiował na Wydziale Pedagogiki Uniwersytetu Warszawskiego, w czasie studiów był zaliczany do tzw. komandosów.
W 1968 należał do liderów protestów studenckich przeciwko zawieszeniu spektaklu Dziadów w warszawskim Teatrze Narodowym. Został zatrzymany przed wiecem 8 marca 1968, a następnie zwolniony 10 marca. W kolejnych dniach był jednym z organizatorów protestów, w związku z czym został zatrzymany 19 marca 1968 i aresztowany 21 marca 1968. Ostatecznie zwolniono go bez procesu 12 września 1968, a postępowanie karne przeciwko niemu umorzono.
W 1969 wyjechał do Szwecji, studiował psychologię na Uniwersytecie w Uppsali, tam również obronił pracę doktorską. Został pracownikiem naukowym Instytutu Karolinska, gdzie w 1999 założył pierwszą w Szwecji Klinikę Badania Stresu (Stressmottagningen). Jest autorem książek: Poradnik na czas przełomu: o stresie, wypaleniu oraz drogach powrotu do życia w równowadze (wyd. polskie 2004) oraz Nie musisz być najlepsza: jak nie wpaść w pułapkę perfekcjonizmu, uniknąć stresu i wypalenia (wspólnie z Joanną Rose, wyd. polskie 2010).
W 2013 został odznaczony Krzyżem Kawalerskim Orderu Odrodzenia Polski.